# ウェイン・ブレイディ
ウェイン・ブレイディ（Wayne Brady, 本名: Wayne Alphonso Brady 1972年6月2日 - ）は、アメリカ合衆国ジョージア州コロンバス出身の俳優・脚本家・コメディアン・ゲームショーのホストである。

## 人物
ジョージア州コロンバスで生まれ、幼少期をフロリダ州オーランドで過ごす。彼は祖母と叔母と一緒に暮らし、母親のことについて話す際は、自分を育ててくれた祖母を指している。
16歳のとき、地元の劇場でパフォーマンスを始めるようになる。
1998年、イギリスで放送された即興劇の番組であるen:Whose Line Is It Anyway?に出演し、のちにその番組のアメリカ版のレギュラーになる。

## 出演作品
- 新・夜の大捜査線 en:In the Heat of the Night (1993) - ヘンリー
- en:Kwik Witz (1997–1999) - 本人役
- en:Whose Line is it Anyway? (1998–2006) - パネリストとして出演
- バットマン・ザ・フューチャー Batman Beyond (2000) - ミクロン
- Geppetto (2000)
- en:Miss America (2002) - 司会
- クリフォード ザ・ムービー Clifford's Really Big Movie (2004)
- 1%のハンデ Going to the Mat (2004) - ワイアット
- "en:Chappelle's Show" (2004) - 本人
- ロール・バウンス Roll Bounce (2005)
- スターゲイト SG-1 Stargate SG-1 (2005、第8シーズン第13話『王様万歳！』に出演)
- w:Everybody Hates Chris (2006) - ルイス
- スチュアート・リトル3 森の仲間と大冒険 en:Stuart Little 3: Call of the Wild (2006)
- Crossover (2006)
- en:Shorty McShorts' Shorts (2006) - Cameron (声優として3和文出演)
- ママと恋に落ちるまで How I Met Your Mother (2006, 2007, 2010, 2011) - 	ジェームズ
- The List (2007、映画)
- 30 ROCK/サーティー・ロック 30 Rock (2007) - Steven Black
- ダート Dirt (2007) - 部下
- Sci vs Fi: Mass Effect (2008) -本人
- スパイロの伝説：ドラゴンの夜明け (2008) - スパークス
- en:Don't Forget the Lyrics! (2007–2009) - 司会
- en:Let's Make a Deal (2009-) 司会
- en:Foodfight! (未発売) デアデビル・ダン（声優として）
- Fast and Loose (2011) -パフォーマー
- Are We There Yet? (2011)
- en:Drew Carey's Improv-A-Ganza (2011) -特別ゲストパネリスト